# Shell Energy Stadium
Le Shell Energy Stadium est un stade de soccer de 22 000 places situé à Houston au Texas.
L'inauguration du stade a lieu le 12 mai 2012. Le stade accueille le Dynamo de Houston, équipe de soccer évoluant dans la Major League Soccer ainsi que les Tigers de Texas Southern, équipe de football américain évoluant dans la NCAA.

## Nom
Le 13 décembre 2011, BBVA Compass (en) et le Dynamo de Houston ont annoncé un accord de droits de dénomination pour 20 millions de dollars sur dix ans pour le nouveau stade,. Un élément central de l’accord entre le club et la société prévoit la création et la mise en œuvre d’une nouvelle campagne « Building a Better Houston ». BBVA Compass, la branche bancaire américaine du géant financier espagnol Banco Bilbao Vizcaya Argentaria (BBVA), est basée à Birmingham, en Alabama, mais BBVA USA Bancshares, la société holding qui supervise les opérations de la banque, a son siège à Houston.
Le stade est renommé « BBVA Stadium » le 13 juin 2019, dans le cadre des changements de marque de la société,. Le 5 novembre 2021, le stade est rebaptisé « PNC Stadium » à la suite de l’acquisition de BBVA USA (en) par PNC Financial Services en juin 2021,.
Shell Energy et la franchise texane ont annoncé un accord de droits de dénomination « à long terme » pour le stade le 17 janvier 2023. Le stade est renommé « Shell Energy Stadium ». Le club et la société ont également annoncé leur recherche de solutions intégrées d’énergie et de décarbonisation au stade, y compris la réduction des émissions de gaz à effet de serre sur le site.

Évolution du logo
Logo du BBVA Compass Stadium de 2012 à 2019.
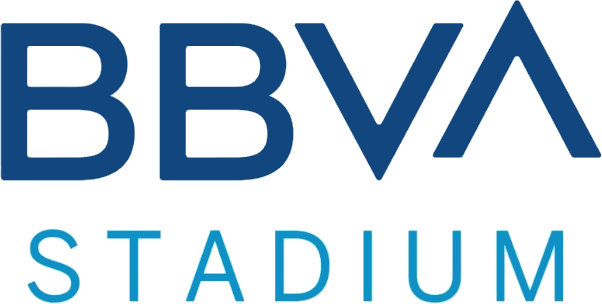
Logo du BBVA Stadium de 2019 à 2021.
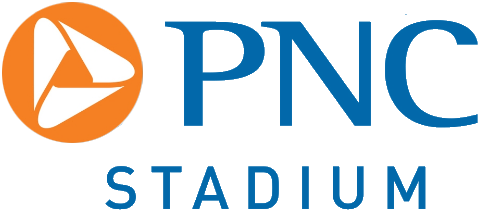
Logo du PNC Stadium de 2021 à 2022.
Logo du Shell Energy Stadium depuis 2023.

## Particularités
Le stade a une capacité de 22 000 sièges, 34 loges et 1 100 sièges de type club. Il répond aux critères de la FIFA.